# Stati per valore delle importazioni

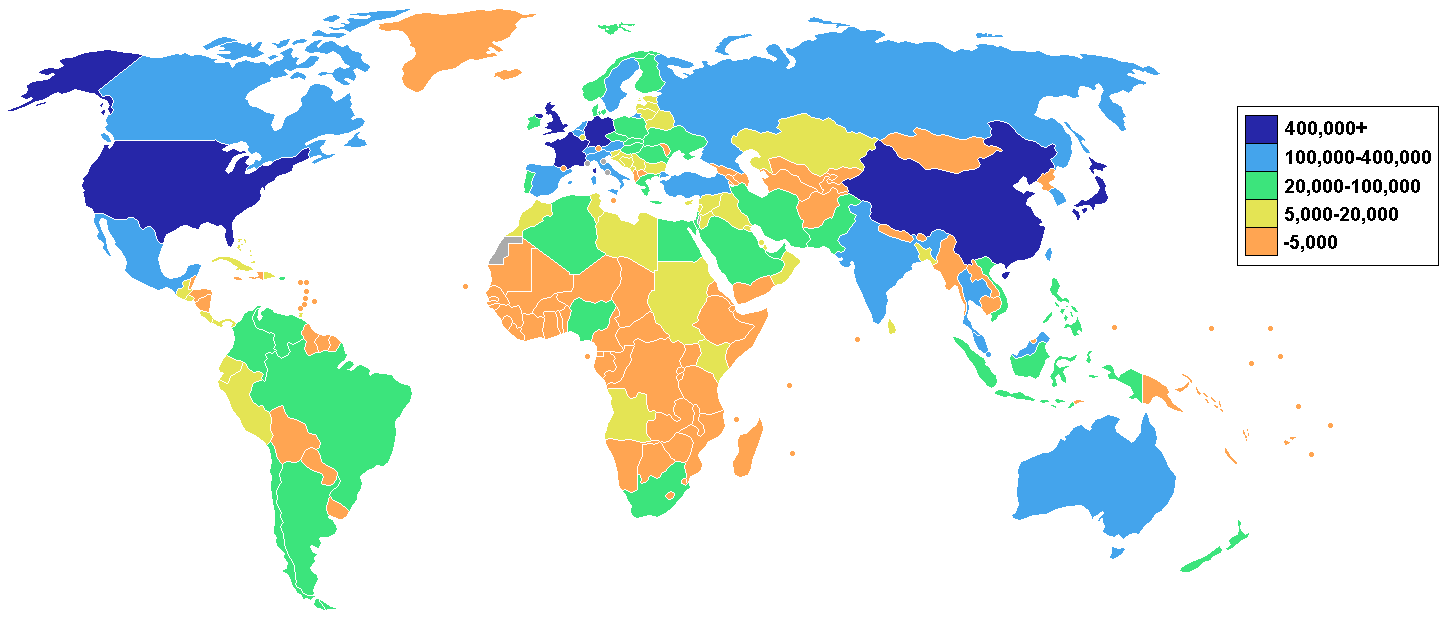
Mappa di stati per valore delle importazioni nel 2006.

Lista di stati del mondo ordinati per valore delle importazioni (merci introdotte da paesi stranieri). Per facilitare la comparazione sono citate anche alcune entità non statali, ma solamente gli stati sovrani sono classificati.
I dati - provenienti da CIA World Factbook - sono espressi in dollari statunitensi.
| Posizione nel mondo | Stato/Territorio                     | Importazioni Milioni US$ | Data Informazione |
| ------------------- | ------------------------------------ | ------------------------ | ----------------- |
| —                   | Mondo (somma di tutti i paesi)       | 13 810 000               | 2006 st.          |
| 1                   | Stati Uniti                          | 1 987 000                | 2007 st.          |
| —                   | Unione europea (solo scambi esterni) | 1,466 000                | 2005              |
| 2                   | Germania                             | 1 121 000                | 2007 st.          |
| 3                   | Cina                                 | 917 400                  | 2007 st.          |
| 4                   | Francia                              | 601 400                  | 2007 st.          |
| 5                   | Regno Unito                          | 595 600                  | 2007 st.          |
| 6                   | Giappone                             | 571 100                  | 2007 st.          |
| 7                   | Italia                               | 483 600                  | 2007 st.          |
| 8                   | Paesi Bassi                          | 402 400                  | 2007 st.          |
| 9                   | Singapore                            | 396 000                  | 2007 st.          |
| 10                  | Canada                               | 394 400                  | 2007 st.          |
| 11                  | Spagna                               | 359 100                  | 2007 st.          |
| 12                  | Corea del Sud                        | 356 800                  | 2007              |
| 13                  | Belgio                               | 320 900                  | 2007 st.          |
| 14                  | Messico                              | 279 300                  | 2007 st.          |
| 15                  | Russia                               | 260 400                  | 2007 st.          |
| 16                  | India                                | 224 100                  | 2007 st.          |
| 17                  | Taiwan                               | 219 300                  | 2007 st.          |
| 18                  | Svizzera                             | 189 600                  | 2007 st.          |
| 19                  | Austria                              | 157 400                  | 2007 st.          |
| 20                  | Svezia                               | 157 200                  | 2007 st.          |
| 21                  | Turchia                              | 156 900                  | 2007 st.          |
| 22                  | Australia                            | 152 700                  | 2007 st.          |
| 23                  | Polonia                              | 150 700                  | 2007 st.          |
| 24                  | Malaysia                             | 132 700                  | 2007 st.          |
| 25                  | Thailandia                           | 121 900                  | 2007 st.          |

Lista completa:
- CIA World Factbook, 15 aprile 2008, Rank Order - Imports Archiviato il 4 ottobre 2008 in Internet Archive..